# Yanagi Sōetsu

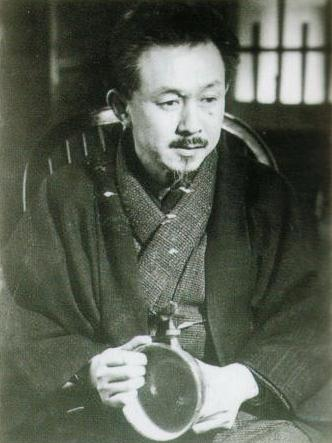
Yanagi Sōetsu

Yanagi Sōetsu (柳　宗悦, 21 de março de 1889 – 3 de maio de 1961), também conhecido como Yanagi Muneyoshi (Sōetsu e Muneyoshi são leituras alternativas para os mesmos caracteres chineses) foi um filósofo japonês e também fundador do movimento artístico mingei (arte popular) no Japão no final dos anos 1920 e 1930.

## Biografia
Nascido em Tóquio em 1889, Yanagi Muneyoshi se formou na Gakushuin (学習院) e foi um membro do círculo literário Shirakaba-ha (白樺派, bétula branca japonesa), que publicava a revista literária Shirakaba, cujo objetivo era introduzir artes e literatura ocidentais para japoneses.
Em 1916, Yanagi fez sua primeira viagem para Coreia por causa de sua curiosidade sobre cerâmicas coreanas da dinastia Joseon. Em 1924, motivado por esta viagem, Yanagi fundou o Museu de Artesanato Folclórico Coreano (朝鮮民族美術館, chōsen minzoku bijutsukan).
Em 1925, Yanagi cunhou o termo mingei (民藝) junto com os ceramistas Hamada Shōji (濱田 庄司, 1894 – 1978) e Kawai Kanjirō (河井 寛次郎, 1890 – 1966), com a meta de promover a beleza funcional de objetos de cerâmica produzidos por artesões anônimos. Este termo é a junção do Kanji min (民), que significa povo, com o Kanji gei (藝), que significa trabalhos manuais.
Enquanto Yanagi promovia a filosofia mingei e arte popular japonesa pelo Japão, o Museu do Artesanato Popular Japonês (日本民藝館, Nihon Mingeikan) foi fundado em 1936. Yanagi também foi editor do Kōgei ('Artesanato'), o jornal da Associação da Arte Popular Japonesa, publicados entre 1931 e 1951.
Em 1984, Yanagi foi postumamente premiado pelo presidente da Coréia do Sul com a Ordem do Mérito Cultural Bogwan, a primeira a ser concedida a um não-coreano.

## TeoriaMingei
O pilar filosófico do mingei é artesanato de pessoas comuns (民衆的工芸, minshū-teki kōgei). Yanagi Sōetsu descobriu a beleza nos objetos comuns do dia-a-dia e objetos utilitários criados por artesãos anônimos e desconhecidos. De acordo com Yanagi, objetos utilitários feitos por pessoas comuns estão "além da beleza e da feiura". Abaixo estão alguns critérios da arte e do artesanato mingei:
- feito por artesões anônimo
- produzido por mão em quantidade
- baratos
- usado pelas massas
- funcional na vida diária
- representante da região no qual ele foi produzido.

## Influências
Yanagi foi uma forte influência para o artesão Serizawa Keisuke, que além de ler o periódico Shirabaka, decidiu-se devotar às artes manuais depois de ler a obra "O caminho dos trabalhos manuais" (工藝の道, Kogei no michi) de Yanagi.